# 法韋拉岩
法韋拉岩（英語：Favela Rocks）是南極洲的岩石，位於瑪麗伯德地，處於瓊山西北面7公里，屬於福特山脈的一部分，美國地質調查局根據測量和美國海軍拍攝的空中照片繪入地圖，現時由南極條約體系管理。